# Landesregierung Ludwig II
Die Landesregierung Ludwig II bildete die Niederösterreichische Landesregierung während der XII. Gesetzgebungsperiode vom 4. November 1983 bis zum 17. November 1988. Sie folgte der Landesregierung Ludwig I nach. Nach der Landtagswahl vom 16. Oktober 1983 stellte die Österreichische Volkspartei (ÖVP) fünf Regierungsmitglieder, die Sozialdemokratische Partei Österreichs (SPÖ) stellte vier Regierungsmitglieder. Zur einzigen Regierungsumbildung kam es im Mai 1986. Der bisherige Landeshauptmannstellvertreter Leopold Grünzweig (SPÖ) legte sein Amt am 14. Mai 1986 nieder. Als Nachfolger wurde am Folgetag der bisherige Landesrat Ernst Höger zum Landeshauptmannstellvertreter gewählt. Als neuer Landesrat rückte Franz Slawik in die Regierung nach. Gleichzeitig mit Grünzweig legte auch Erwin Schauer (ÖVP) sein Amt am 14. Mai zurück. Ihm folgte am 15. Mai Vinzenz Höfinger nach.

## Regierungsmitglieder
| Amt                                                                                                   | Name              | Partei | Ressorts |
| --- | ----------------- | ------ | -------- |
| Landeshauptmann                                                                                       | Siegfried Ludwig  | ÖVP    |          |
| Landeshauptmannstellvertreter                                                                         | Erwin Pröll       | ÖVP    |          |
| Landeshauptmannstellvertreter am 15. Mai 1986 vom Landesrat zum Landeshauptmannstellvertreter gewählt | Ernst Höger       | SPÖ    |          |
| Landesrat                                                                                             | Franz Blochberger | ÖVP    |          |
| Landesrätin                                                                                           | Liese Prokop      | ÖVP    |          |
| Landesrat ab 15. Mai 1986                                                                             | Vinzenz Höfinger  | ÖVP    |          |
| Landesrat                                                                                             | Ernest Brezovszky | SPÖ    |          |
| Landesrat ab 15. Mai 1986                                                                             | Franz Slawik      | SPÖ    |          |
| Landesrätin                                                                                           | Traude Votruba    | SPÖ    |          |
| Vorzeitig ausgeschiedene Mitglieder der Landesregierung                                               |                   |        |          |
| Landeshauptmannstellvertreter bis 14. Mai 1986                                                        | Leopold Grünzweig | SPÖ    |          |
| Landesrat bis 14. Mai 1986                                                                            | Erwin Schauer     | ÖVP    |          |